# Кревский замок
Кре́вский за́мок (бел. Крэўскі замак, пол. Zamek w Krewie) — замок-кастель в Крево (Беларусь) из камня и красного кирпича, первый полностью каменный замок в Великом княжестве Литовском.
Замок — памятник архитектуры и истории, туристический объект.

## История
Один из первых замков в Великом княжестве Литовском, построенный в XIV веке (есть основания предполагать, что строительство началось в конце XIII века) у слияния рек Кревлянка и Шляхтянка. Основная часть замка была возведена посреди болотистой поймы, половина оборонительных стен возведена на искусственно расширенной песчаной дюне.
Кревский замок был свидетелем и местом многих исторических событий. Уже в скором времени после постройки он был обстрелян каменными ядрами (их нашли во время раскопок у западной стены), была сожжена боевая галерея.
В 1382 году в подземелье замка по приказу великого князя Ягайло был задушен его дядя Кейстут — претендент на великокняжеский трон. В то же время сыну Кейстута — Витовту удалось сбежать благодаря хитрости его жены Анны. Переодевшись в женское платье, он под видом одной из её служанок смог уйти от преследовавших его убийц и уехать с женой в Полоцк, оставив вместо себя женщину, изображающую тяжело больного князя.
В 1385 году в замке были выработаны условия Кревской унии — объединения ВКЛ и Польши под властью великого князя Ягайло.
В 1433 году Кревским замком овладел великий князь Свидригайло, претендовавший на великокняжеский трон.
В 1503—1506 годах замок неоднократно осаждали и значительно повредили перекопские татары, но он был вскоре отстроен.
В 1519 году в ходе глубокого рейда Крево захватили московские воеводы. Во второй половине XVI века в Кревском замке жил беглый русский князь Андрей Курбский. Постепенно замок утрачивал оборонительное значение.
Ещё в XVIII веке Кревский замок был в хорошем состоянии. Позднее началось его разрушение, которое завершила Первая мировая война. Во время войны через Крево проходила линия фронта, поделившая с осени 1915 года местечко на две части. Замок оказался на территории, захваченной немцами, тут были построены убежища и наблюдательные пункты, и более трёх лет велись позиционные бои.
Летом 1917 года на участке Сморгонь — Крево состоялось последнее крупное наступление российской армии (направление главного удара было выбрано так, чтобы, прорвав германскую оборону, выйти к Вильно). Операцию готовили очень серьёзно — ещё никогда российская армия не собирала к месту прорыва более мощной артиллерии — около 800 орудий различного калибра (была построена специальная узкоколейка, и на позиции под Крево даже доставили через Мурманск и Владивосток с заводов в Англии и Америке корабельную артиллерию с дальностью стрельбы более 20 км). Всем батареям выделили дополнительное количество боеприпасов для проведения артподготовки, способной разрушить мощные немецкие укрепления.
Операция началась 19 июля и продолжалась четыре дня, три из которых ушли на артподготовку. Более мощного огня по позициям противника российская армия не вела ещё никогда. Плотность его усиливалась с каждым днем и достигла пика 21 июля. Во время обстрелов особенно сильно пострадали Княжеская башня и стены в южной части замка.
После заключения Рижского мирного договора 1921 года Кревский замок оказался в составе молодого польского государства. Понимая историческую ценность даже тех руин, которые остались после атаки русской артиллерии, польские власти провели в 1929 году консервацию остатков Княжеской башни, но до реставрации тогда дело так и не дошло. В 1970 году замок исследовала экспедиция под руководством М. А. Ткачёва. В 1985 — во главе с О. А. Трусовым и М. А. Ткачёвым. В 1988 — под руководством И. М. Чернявского.
Консервация руин замка продолжилась в 2004 году; тогда студенты-волонтёры законсервировали вход в Башню Кейстута. Позже на стене была установлена противоаварийная конструкция, которая защищает эту часть стены от воздействия осадков.

### Современное состояние
До наших дней сохранились руины замка.
В 2005 году был создан местный благотворительный фонд «Кревский замок», главной целью которого является содействие сохранению Кревского замка. Фонд ежегодно проводит летники и культурные мероприятия в Крево и других населённых пунктах.
Замок находится на грани разрушения. Некоторые местные жители и туристы позволяют себе вывозить древние камни и кирпич с территории замка. В 2018 году начались работы по консервации Княжеской башни, в 2019/2020 по консервации с реставрацией западной стены, в 2020/2021 — северной стены вместе с воротами и проведены. В 2022 году осуществлено восстановление юго-восточной стены замка. В июле проводились археологический раскопки у подножия юго-западной стены крепости. Были найдены фрагменты готической полуциркульной черепицы с шипами, которая датируется XIV веком, фрагменты кафеля, глиняной посуды, а также обнаружен фундамент толщиной 2 метра. Предполагается, что это могла быть третья башня. В 2023 восстановлена юго-западная стена. В Малой башне и у Малых ворот восстановлены немецкие бункеры. Во время разбора завалов Малой башни были обнаружены несколько сохранившихся ступеней. В 2024 году завершается восстановление последней стены, при раскопках найдены ранее неизвестные основания фундамента подъёмного моста Малых ворот. Планируется реставрация Княжеской башни с размещением в ней музея — проект находится на последних стадиях согласования. Вопрос лишь финансировании работ.

## Архитектура
Замок в плане — неправильный четырёхугольник, обнесённый каменными стенами. Северная стена длиной 85 м, восточная — 108,5 м, южная — 71,5 м, западная — 97,2 м. Толщина стен — 2,5—3 м, высота около 10—13 м. Стены до уровня боевой галереи выстроены из полевого камня, на высоте около 7 м от поверхности по внешнему периметру выложены поясом около 2 м из крупноразмерного кирпича. Замок по углам имел 2 башни. Северная, Княжеская башня, почти квадратная в плане (18,65 × 17 м) выступает за периметр оборонительных стен. В башне было не менее 4 этажей и подвал-тюрьма в основании, переходы между ними существовали в толще стен. По диагонали от Княжеской башни изнутри к замковым стенам была пристроена Малая башня размерами 11 × 10,65 м. Стены до уровня 3 м выстроены из камня, выше — из кирпича. Въездные ворота находились в юго-восточной стороне. На замковом дворе размещалась кузница, жилые постройки, имелся пруд.